# Az FBI: International epizódjainak listája
Ez az oldal az FBI: International című sorozat epizódjait listázza.

## Évados áttekintés
| Évad | Évad | Részek száma | Részek száma | Eredeti sugárzás     | Eredeti sugárzás | Eredeti adó          | Magyar sugárzás    | Magyar sugárzás   | Magyar adó |
| Évad | Évad | Részek száma | Részek száma | Évadbemutató         | Évadzáró         | Eredeti adó          | Évadbemutató       | Évadzáró          | Magyar adó |
| ---- | ---- | ------------ | ------------ | -------------------- | ---------------- | -------------------- | ------------------ | ----------------- | ---------- |
|      | 1.   | 21           | 21           | 2021. szeptember 21. | 2022. május 24.  |                      | 2022. november 7.  | 2022. december 5. |            |
|      | 2.   | 22           | 22           | 2022. szeptember 20. | 2023. május 23.  | 2023. május 11.      | 2023. november 24. |                   |            |
|      | 3.   | 13           | 13           | 2024. február 13.    | 2024. május 21.  | 2024. szeptember 30. | 2024. október 16.  |                   |            |
|      | 4.   | 22           | 22           | 2024. október 15.    | 2025. május 20.  |                      |                    |                   |            |

## 1. évad (2021-2022)
| Sor. | Év. | Cím                                                          | Rendező            | Író                                                    | Premier                                | Nézettség   |
| ---- | --- | ------------------------------------------------------------ | ------------------ | ------------------------------------------------------ | -------------------------------------- | ----------- |
| 1.   | 1.  | Bevezető rész (Pilot)                                        | Michael Katleman   | Történet: Dick Wolf & Derek Haas Tévéjáték: Derek Haas | 2021. szeptember 21. 2022. november 7. | 6,43 millió |
| 2.   | 2.  | A szakadék szélén (The Edge)                                 | Michael Katleman   | Derek Haas                                             | 2021. szeptember 28. 2022. november 8. | 6,04 millió |
| 3.   | 3.  | Titkok és fegyverek (Secrets as Weapons)                     | Deborah Kampmeier  | Matt Olmstead                                          | 2021. október 5. 2022. november 9.     | 6,08 millió |
| 4.   | 4.  | Amerikai optimizmus (American Optimism)                      | Deborah Kampmeier  | Matt Olmstead                                          | 2021. október 12. 2022. november 10.   | 5,63 millió |
| 5.   | 5.  | A sakk lelke (The Soul of Chess)                             | Alex Zakrzewski    | Wade McIntyre                                          | 2021. november 2. 2022. november 11.   | 5,42 millió |
| 6.   | 6.  | Titkok ismerője (The Secrets She Knows)                      | Anton Cropper      | Brooke Roberts                                         | 2021. november 9. 2022. november 14.   | 5,59 millió |
| 7.   | 7.  | Elillanó füst (Trying to Grab Smoke)                         | Alex Zakrzewski    | Matt Olmstead                                          | 2021. november 16. 2022. november 15.  | 5,96 millió |
| 8.   | 8.  | Az emberek hangja (Voice of the People)                      | John Polson        | Stuti Malhotra                                         | 2021. december 7. 2022. november 16.   | 5,79 millió |
| 9.   | 9.  | Egyfajta őrült (One Kind of Madman)                          | Michael Katleman   | Roxanne Paredes                                        | 2022. január 4. 2022. november 17.     | 6,06 millió |
| 10.  | 10. | Közel a Naphoz (Close to the Sun)                            | Rob Greenlea       | Hussain Pirani                                         | 2022. január 11. 2022. november 18.    | 6,29 millió |
| 11.  | 11. | Rágóka (Chew Toy)                                            | Rob Greenlea       | Hussain Pirani                                         | 2022. február 1. 2022. november 21.    | 6,25 millió |
| 12.  | 12. | Egy pont, egymillió követő (One Point One Million Followers) | Hernan Otaño       | Derek Haas                                             | 2022. február 22. 2022. november 22.   | 6,14 millió |
| 13.  | 13. | Kígyók (Snakes)                                              | Loren Yaconelli    | Matt Olmstead                                          | 2022. március 8. 2022. november 23.    | 5,92 millió |
| 14.  | 14. | A halál lista (The Kill List)                                | David Barrett      | Wade McIntyre                                          | 2022. március 22. 2022. november 24.   | 6,12 millió |
| 15.  | 15. | Ne hagyd el (Shouldn't Have Left Her)                        | Michael Katleman   | Derek Haas                                             | 2022. március 29. 2022. november 25.   | 6,24 millió |
| 16.  | 16. | A bumm balra van (Left of Boom)                              | Nina Lopez-Corrado | Rachael Joyce                                          | 2022. április 12. 2022. november 28.   | 5,79 millió |
| 17.  | 17. | Kiszakítás (Uprooting)                                       | Avi Youabian       | Brooke Roberts                                         | 2022. április 19. 2022. november 29.   | 6,02 millió |
| 18.  | 18. | Ezeken a vizeken (On These Waters)                           | Michael Katleman   | Hussain Pirani                                         | 2022. április 26. 2022. november 30.   | 6,10 millió |
| 19.  | 19. | Kezdődjön a forradalom (Get That Revolution Started)         | Jonathan Brown     | Wade McIntyre                                          | 2022. május 10. 2022. december 1.      | 5,82 millió |
| 20.  | 20. | Fekete pingvin (Black Penguin)                               | Milan Cheylov      | Roxanne Paredes                                        | 2022. május 17. 2022. december 2.      | 5,96 millió |
| 21.  | 21. | Lehangoltan (Crestfallen)                                    | Rob Greenlea       | Matt Olmstead                                          | 2022. május 24. 2022. december 5.      | 5,32 millió |

## 2. évad (2022-2023)
| Sor. | Év. | Cím                                                  | Rendező            | Író                                                         | Premier                              | Nézettség   |
| ---- | --- | ---------------------------------------------------- | ------------------ | ----------------------------------------------------------- | ------------------------------------ | ----------- |
| 22.  | 1.  | Tehermentesítve (Unburdened)                         | Jonathan Brown     | Derek Haas                                                  | 2022. szeptember 20. 2023. május 11. | 5,44 millió |
| 23.  | 2.  | Ne mondd ki újra a nevét (Don't Say Her Name Again)  | Avi Youabian       | Matt Olmstead                                               | 2022. szeptember 27. 2023. május 12. | 5,88 millió |
| 24.  | 3.  | A pénz nem ér semmit (Money Is Meaningless)          | Jonathan Brown     | Wade McIntyre                                               | 2022. október 4. 2023. május 15.     | 5,97 millió |
| 25.  | 4.  | Rézedények és tőrök (Copper Pots and Daggers)        | Avi Youabian       | Roxanne Paredes                                             | 2022. október 11. 2023. május 16.    | 6,15 millió |
| 26.  | 5.  | Tegnapi csoda (Yesterday's Miracle)                  | Attila Szalay      | Hussain Pirani                                              | 2022. október 18. 2023. május 17.    | 6,09 millió |
| 27.  | 6.  | Hívjuk anarchiának (Call It Anarchy)                 | Milena Govich      | Rachael Joyce                                               | 2022. november 15. 2023. május 18.   | 5,51 millió |
| 28.  | 7.  | Egy bizonyított hazudozó (A Proven Liar)             | Michael Katleman   | Kristina Thomas                                             | 2022. november 22. 2023. május 19.   | 5,82 millió |
| 29.  | 8.  | Üdvözlégy Mária (Hail Mary)                          | Jen McGowan        | Edgar Castillo                                              | 2022. december 13. 2023. május 22.   | 5,41 millió |
| 30.  | 9.  | Kerékpáros (Wheelman)                                | John Behring       | Derek Haas                                                  | 2023. január 3. 2023. május 23.      | 5,48 millió |
| 31.  | 10. | A legnagyobb szív a világon (BHITW)                  | Alex Zakrzewski    | Matt Olmstead                                               | 2023. január 10. 2023. május 24.     | 5,82 millió |
| 32.  | 11. | Akit a nő ismert (Someone She Knew)                  | Jonathan Brown     | Roxanne Paredes                                             | 2023. január 24. 2023. május 25.     | 6,06 millió |
| 33.  | 12. | Ragyogás és szellemek (Glimmers and Ghosts)          | Kevin Dowling      | Edgar Castillo                                              | 2023. február 14. 2023. május 26.    | 5,49 millió |
| 34.  | 13. | Védhetetlen (Indefensible)                           | Alex Zakrzewski    | Hussain Pirani                                              | 2023. február 21. 2023. május 30.    | 5,22 millió |
| 35.  | 14. | Aki beszél, meghal (He Who Speaks Dies)              | Deborah Kampmeier  | Rachael Joyce                                               | 2023. február 28. 2023. május 31.    | 5,55 millió |
| 36.  | 15. | Bizalom (Trust)                                      | Nina Lopez-Corrado | Derek Haas                                                  | 2023. március 14. 2023. június 1.    | 5,54 millió |
| 37.  | 16. | Közvetlen veszély 1. rész (Imminent Threat - Part 1) | Michael Katleman   | Történet: Rick Eid & Wade McIntyre Tévéjáték: Wade McIntyre | 2023. április 4. 2023. június 2.     | 6,51 millió |
| 38.  | 17. | Féltékeny szerető (Jealous Mistress)                 | Eduardo Sanchez    | Kristina Thomas                                             | 2023. április 11. 2023. november 17. | 5,79 millió |
| 39.  | 18. | Vérbosszú (Blood Feud)                               | Avi Youabian       | Hussain Pirani                                              | 2023. április 18. 2023. november 20. | 5,26 millió |
| 40.  | 19. | Holtfutás (Dead Sprint)                              | Michael Katleman   | Kyle Steinbach                                              | 2023. április 25. 2023. november 21. | 5,49 millió |
| 41.  | 20. | A titkok hagyománya (A Tradition of Secrets)         | Attila Szalay      | Wade McIntyre                                               | 2023. május 9. 2023. november 22.    | 5,44 millió |
| 42.  | 21. | Cápacsali (Fed to the Sharks)                        | Loren Yaconelli    | Roxanne Paredes                                             | 2023. május 16. 2023. november 23.   | 5,47 millió |
| 43.  | 22. | A Mona Lisa elkerítése (Fencing the Mona Lisa)       | Michael Katleman   | Matt Olmstead & Edgar Castillo                              | 2023. május 23. 2023. november 24.   | 5,36 millió |

## 3. évad (2024)
| Sor. | Év. | Cím                                                   | Rendező            | Író                             | Premier                                | Nézettség   |
| ---- | --- | ----------------------------------------------------- | ------------------ | ------------------------------- | -------------------------------------- | ----------- |
| 44.  | 1.  | June (June)                                           | Michael Katleman   | Matt Olmstead                   | 2024. február 13. 2024. szeptember 30. | 5,97 millió |
| 45.  | 2.  | Az utolsó állomás (The Last Stop)                     | Nina Lopez-Corrado | Edgar Castillo                  | 2024. február 20. 2024. október 1.     | 5,44 millió |
| 46.  | 3.  | Szarka (Magpie)                                       | Alex Zakrzewski    | Hussain Pirani                  | 2024. február 27. 2024. október 2.     | 5,18 millió |
| 47.  | 4.  | Cowboy viselkedés (Cowboy Behavior)                   | Michael Katleman   | Roxanne Paredes                 | 2024. március 12. 2024. október 3.     | 5,40 millió |
| 48.  | 5.  | Egy hajszálnyira a haláltól (Death by Inches)         | Jonathan Brown     | Wade McIntyre                   | 2024. március 19. 2024. október 4.     | 5,34 millió |
| 49.  | 6.  | Tűzgyújtó (Fire Starter)                              | Kevin Dowling      | Rachael Joyce                   | 2024. március 26. 2024. október 7.     | 5,08 millió |
| 50.  | 7.  | Andiamo! (Andiamo!)                                   | Jonathan Brown     | Kyle Steinbach                  | 2024. április 2. 2024. október 8.      | 5,42 millió |
| 51.  | 8.  | A kompromisszum megszüntetése (Remove the Compromise) | John Behring       | Edgar Castillo                  | 2024. április 9. 2024. október 9.      | 5,33 millió |
| 52.  | 9.  | A blackjack szabályai (Rules of Blackjack)            | Yangzom Brauen     | Hussain Pirani                  | 2024. április 16. 2024. október 10.    | 5,70 millió |
| 53.  | 10. | Piros lámpa (Red Light)                               | Michael Katleman   | Rachael Joyce                   | 2024. április 23. 2024. október 11.    | 5,74 millió |
| 54.  | 11. | Informátorok (Touts)                                  | Attila Szalay      | Wade McIntyre                   | 2024. május 7. 2024. október 14.       | 4,94 millió |
| 55.  | 12. | Ajándék (Gift)                                        | Milena Govich      | Roxanne Parades                 | 2024. május 14. 2024. október 15.      | 4,79 millió |
| 56.  | 13. | Családfa (Tuxhorn)                                    | Michael Katleman   | Matt Olmstead és Kyle Steinbach | 2024. május 21. 2024. október 16.      | 4,52 millió |

## 4. évad (2024-2025)
| Sor. | Év. | Cím                                                                             | Rendező            | Író                                                                 | Premier            | Nézettség   |
| ---- | --- | ------------------------------------------------------------------------------- | ------------------ | ------------------------------------------------------------------- | ------------------ | ----------- |
| 57.  | 1.  | Egy vezető, nem egy turista (A Leader, Not a Tourist)                           | Michael Katleman   | Matt Olmstead                                                       | 2024. október 15.  | 4,99 millió |
| 58.  | 2.  | A másik nehéz rész (The Other Hard Part)                                        | John Behring       | Edgar Castillo                                                      | 2024. október 22.  | 4,80 millió |
| 59.  | 3.  | Nincs benne semmi váratlan (Nothing Sudden About It)                            | Avi Youabian       | Rachael Joyce                                                       | 2024. október 29.  | 4,69 millió |
| 60.  | 4.  | A megnyerhetetlen háború (The Unwinnable War)                                   | Milena Govich      | Wade McIntyre                                                       | 2024. november 12. | 4,85 millió |
| 61.  | 5.  | A fényesnek látszó jövő (The Future's Looking Bright)                           | Loren Yaconelli    | Hussain Pirani                                                      | 2024. november 19. | 5,18 millió |
| 62.  | 6.  | Fizess többet! (They Paid More)                                                 | Michael Katleman   | Roxanne Paredes                                                     | 2024. december 3.  | 5,00 millió |
| 63.  | 7.  | Lelkes, mint egy bab (Keen As A Bean)                                           | Brenna Malloy      | Kyle Steinbach                                                      | 2024. december 10. | 4,98 millió |
| 64.  | 8.  | Sosem fogod látni, hogy jön (You'll Never See It Coming)                        | Nina Lopez-Corrado | Edgar Castillo                                                      | 2024. december 17. | 5,25 millió |
| 65.  | 9.  | A gyilkos padló (The Kill Floor)                                                | Alex Zakrzewski    | Matt Olmstead és Edgar Castillo                                     | 2025. január 28.   | 4,47 millió |
| 66.  | 10. | Maradj nyugodt és szállítsd ki a biotoxint (Keep Calm and Deliver The Biotoxin) | Steve Robin        | Wade McIntyre                                                       | 2025. február 4.   | 4,36 millió |
| 67.  | 11. | Hűség (Veritas Fidelis)                                                         | Yangzom Brauen     | Beatrice Morgan                                                     | 2025. február 11.  | 4,34 millió |
| 68.  | 12. | A vér nem válik vizzé (Blood Doesn't Become Water)                              | Michael Katleman   | Rachael Joyce                                                       | 2025. február 18.  | 4,96 millió |
| 69.  | 13. | Zöld utat kaptál (You've Been Greenlit)                                         | Attila Szalay      | Hussain Pirani                                                      | 2025. február 25.  | 4,80 millió |
| 70.  | 14. | Szárnyas oroszlán a védelemért (A Winged Lion for Protection)                   | Avi Youabian       | Roxanne Paredes                                                     | 2025. március 11.  | 4,86 millió |
| 71.  | 15. | Lehet, hogy teljesül a kívánságuk (They May Get Their Wish)                     | Peter Stebbings    | Kyle Steinbach                                                      | 2025. március 18.  | 4,59 millió |
| 72.  | 16. | Kis angyal (Little Angel)                                                       | Steve Robin        | Wade McIntyre                                                       | 2025. április 1.   | 4,54 millió |
| 73.  | 17. | Halott, halott (Dead Dead)                                                      | Michael Katleman   | Beatrice Morgan                                                     | 2025. április 8.   | 4,82 millió |
| 74.  | 18. | Magányos farkas (Lone Wolf)                                                     | Steve Robin        | Rachael Joyce                                                       | 2025. április 15.  | 4,59 millió |
| 75.  | 19. | Hátrálj meg és kész! (Flinch Now and It's Over)                                 | Attila Szalay      | Hussain Pirani                                                      | 2025. április 22.  | 4,55 millió |
| 76.  | 20. | Elmegyünk innen (We're Out of Here)                                             | Jon Cassar         | Roxanne Parades                                                     | 2025. május 6.     | 4,47 millió |
| 77.  | 21. | Növényevő ember (Herbivore Man)                                                 | Milena Govich      | Történet: Matt Olmstead és Kyle Steinbach Tévéjáték: Kyle Steinbach | 2025. május 13.    | 4,40 millió |
| 78.  | 22. | Gaijin (Gaijin)                                                                 | Michael Katleman   | Történet: Matt Olmstead és Edgar Castillo Tévéjáték: Edgar Castillo | 2025. május 20.    | 4,80 millió |